# Rasteau
Rasteau település Franciaországban, Vaucluse megyében. Lakosainak száma 791 fő (2022. január 1.). Rasteau Buisson, Cairanne, Roaix, Sablet, Saint-Roman-de-Malegarde, Séguret és Violès községekkel határos.

## Népesség
A település népessége az elmúlt években az alábbi módon változott:
| Lakosok száma | 820  | 851  | 884  | 846  | 824  | 803  | 795  | 785  | 791  |
|               | 2013 | 2015 | 2016 | 2017 | 2018 | 2019 | 2020 | 2021 | 2022 |